# Bressanone/Brixen
Bressanone/Brixen (włoski: Stazione di Bressanone, niem: Bahnhof Brixen) – stacja kolejowa w Bressanone, w prowincji Bolzano, w regionie Trydent-Górna Adyga, we Włoszech. Znajduje się na linii Kolei Brennerskiej. Na stacji zatrzymują się wszystkie pociągi pasażerskie.
Jest zarządzana przez RFI i ma kategorię srebrną.